# Schweinfurt (Adelsgeschlecht)
Schweinfurt ist der Name eines alten ausgestorbenen  mittelalterlichen deutschen Adelsgeschlechts.

Das Wappen der Stadt Schweinfurt bezieht sich vermutlich auf das Adelsgeschlecht, die heute gültige Tingierung wurde jedoch erst 1773 festgelegt und ist für die Schweinfurter nicht gesichert.

## Herkunft
Der erste Markgraf Berthold II. († 980) war als Sohn Bertholds I. († 954) ein Enkel des bayrischen Herzogs Arnulfs des Bösen aus dem Geschlecht der Luitpoldinger. Gesichert ist bislang nur, dass der Babenberger Markgraf Luitpold I. (Leopold I. des Östlichen Bayern) ein Bruder oder Neffe Bertholds war. Das kann sich nur auf Berthold I. beziehen, der bislang mit seinem Sohn zu einer Person zusammengezogen wurde. Berthold I. – ohne Angabe der Quelle vermutlich falsch als Graf auf dem Nordgau bezeichnet – tauchte bislang nur 941 als „comes“ auf, als er im Auftrag des Königs Otto bis 942 den Grafen Lothar II. von Walbeck bewacht. Dieser gab im Folgenden nicht Berthold I., seinem Bewacher, die Hand seiner Tochter Eilika, sondern dessen Sohn Berthold II. (Eheschließung 976).
Berthold II. († 980) war Graf im Radenzgau (960), an der Unteren Naab (961) und im Volkfeld (973), bevor er 976 Markgraf von Schweinfurt wurde und im gleichen Jahr Eilika von Walbeck ehelichte. Er war es, der 964 im Auftrag von Kaiser Otto dem Großen in Bamberg König Berengar II. von Italien bewachte.
Eine Abstammung von den Popponen ist eventuell über eine mütterliche Linie möglich. 1057 starben die Markgrafen im Mannesstamm aus. Deren Ländereien erbten die Grafen von Andechs und von Andechs-Meranien, da Gisela von Schweinfurt mit Graf Arnold von Dießen (Diezzen) vermählt war.

## Markgrafschaft Schweinfurt
Die Grafschaft Schweinfurt gründete sich auf Besitzungen im Nordgau, im Radenzgau und im Volkfeldgau, die durch eine Kette von Burgen gesichert war, wodurch der Markgraf eine wichtige Position im zentralen Reichsgebiet einnahm. Dabei besaßen die Schweinfurter neun eigene Burgen und hatten vier Reichsburgen im Besitzgebiet.
Die Hauptburg der Markgrafen von Schweinfurt lag auf der Peterstirn, östlich der heutigen Stadt: Markgrafenburg Schweinfurt.
Nach der Schweinfurter Fehde wurde die Grafschaft zerschlagen und hinterließ ein Machtvakuum in der Region, welches der König zur Stärkung seines Einflusses zur Gründung des Bistums Bamberg nutzte.

## Persönlichkeiten

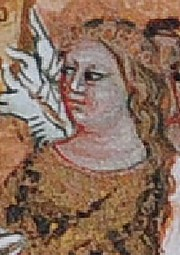
Judith von Schweinfurt (Jitka od Břetislava) nach einer Chronik des 14. Jahrhunderts

- Berthold I. († 954), Sohn des Herzogs Arnulf von Bayern († 937), Onkel des Markgrafen Leopold I. (Österreich), des Stammvaters der Jüngeren Babenberger
- Berthold II. von Schweinfurt († 15. Januar 980), Sohn des vorigen, Graf im Radenzgau (960), an der Unteren Naab (961) und im Volkfeld (973). 976 Markgraf
- Burchard I. von Halberstadt, Bischof von Halberstadt, Sohn von Heinrich von Schweinfurt
- Eilika von Walbeck, Gemahlin von Berthold II., Tochter des Grafen Lothar II. von Walbeck, Gründerin des Benediktinerklosters Schweinfurt
- Heinrich von Schweinfurt († 18. September 1017), Sohn von Berthold II., Markgraf im bayerischen Nordgau.
- Otto von Schweinfurt († 28. September 1057), dessen Sohn, 1048 als Otto III. Herzog von Schwaben, kinderlos verstorben und Ultimus des Hauses
- Judith von Schweinfurt (* vor 1003; † 2. August 1058) war Herzogin von Böhmen als Gemahlin des Přemysliden Herzog Břetislav I.